# Marvel Comics
Marvel Comics (eigentlich Marvel Entertainment, LLC) ist ein US-amerikanischer Comicverlag mit Sitz in New York City. Er zählt neben DC Comics zu den weltweit größten Verlagen dieses Genres.
Zu den bekannten Figuren zählen Spider-Man, Die Fantastischen Vier (The Fantastic Four), Die Rächer (The Avengers), Hulk, Daredevil, Captain America, Iron Man, Thor, Punisher, Blade, Ghost Rider und die erfolgreichste amerikanische Comic-Serie der 1990er Jahre: X-Men. Zahlreiche Comics wurden verfilmt. 2009 wurde Marvel Entertainment für vier Milliarden US-Dollar von Disney übernommen.

## Geschichte
Marvel ging aus dem 1939 von Martin Goodman gegründeten Verlag Timely Publications (später umbenannt in Timely Comics) hervor, der zur Zeit des Zweiten Weltkrieges die Abenteuer von Superhelden wie Captain America, Human Torch, Namor dem Sub-Mariner sowie Patsy Walker in Serien veröffentlichte. Während des Zweiten Weltkrieges gab es insgesamt 160 verschiedene Superheldentitel von mehr als zwei Dutzend Verlagen mit einer Gesamtauflage von 300 Millionen Heften und einem jährlichen Umsatz von 30 Millionen US-Dollar.
Nach dem Hoch, das Comics in den USA in den 1930er und 1940er Jahren erlebt hatten, wurden die Zeiten für Timely in den 1950er Jahren schlechter. McCarthyismus und insbesondere Fredric Werthams Buch Seduction of the Innocent beschuldigten Comics, einen schädlichen Einfluss auf Kinder auszuüben. In jener Zeit wurde auch die Comic Code Authority (CCA) gegründet, die eine Zensurbehörde für Comics darstellte. Unter den Namen Atlas bzw. Timely/Atlas brachte der Verlag damals Science-Fiction- und Romantik-Comics heraus.
In den frühen 1960er Jahren setzte der Verlag, inspiriert von DC Comics Aufschwung durch die Wiederbelebung von Superhelden wie dem Flash, ebenso auf eine Superhelden-Renaissance – und lag damit richtig. The Fantastic Four von Stan Lee und Jack Kirby war ein großer Erfolg und wurde bald von einer Flut von Superheldentiteln begleitet. Auch einige der Monstercomics wurden kurzerhand zu Superheldentiteln umfunktioniert, namentlich Tales of Suspense (mit den Abenteuern von Iron Man und später Captain America) sowie Tales to Astonish (das zuerst Giant-Man und Wasp als Hauptfiguren hatte, später jedoch von Hulk und dem Sub-Mariner abgelöst wurde). Weitere Titel der Anfangszeit von Marvel waren The Amazing Spider-Man, The Avengers, The Hulk, Daredevil, Journey Into Mystery (Thor), Strange Tales (zunächst Human Torch, später Dr. Strange sowie Nick Fury), The X-Men und einige andere. Neben Lee, der die meisten dieser Titel selbst schrieb, und Kirby waren Steve Ditko, Werner Roth, Bill Everett, John Romita Sr. und Don Heck die frühen kreativen Mitarbeiter des jungen Verlags Marvel Comics. Der erste Autor neben Lee sollte Roy Thomas werden, der 1971 in der Serie Avengers mit dem Kree-Skrull-War aufwartete, auf den bis heute in Marvel-Comics Bezug genommen wird.
In den 1970er Jahren ließ das Interesse der Öffentlichkeit an Superhelden wieder nach und Marvel konterte mit einer verstärkten Veröffentlichung von Horrorcomics wie Tomb of Dracula, Man-Thing oder Werewolf by Night. Außerdem reduzierte Stan Lee sein Arbeitspensum und gab die meisten der von ihm geschriebenen Serien an andere Autoren ab. In dieser Dekade verdienten auch einige Meister des Fachs der Comic-Kunst wie Jim Starlin und Steve Gerber ihre ersten Sporen bei Marvel. Mitte der 1970er Jahre trat auch Chris Claremont auf den Plan und übernahm die marode X-Men-Serie, der er neues Leben einhauchte. Gegen Ende der Dekade hatten er und John Byrne die ehemals kurz vor der Einstellung stehende Serie zum Flaggschifftitel Marvels gemacht, was sie bis heute ist.
1978 wurde der junge Jim Shooter Editor in Chief bei Marvel und reformierte die eingefahrenen Strukturen des Verlages. Obwohl von der Belegschaft nicht immer geliebt, schaffte Shooter es, die Qualität der vom Verlag produzierten Serien auf ein nie erreichtes Niveau zu steigern. Er führte auch jährliche Crossover-Events ein, bei denen Geschichten quer durch viele Serien laufen und den Leser so zum Kauf zusätzlicher Titel animieren. Diese Praxis wurde erst vor wenigen Jahren aufgegeben.
Nachdem Frank Miller 1981 mit der Serie Daredevil einen dunkleren, erwachsenen Ton anschlug, gab es ab Ende der 1980er Jahre einen wahren Ansturm auf grimmige Vigilantensuperhelden. Wichtigster Vertreter dieser als „grim and gritty“ bezeichneten Richtung war bei Marvel der Punisher, der 1985 seine erste Miniserie bekam.
1988 wurde Marvel von Ron Perelman gekauft, der das Unternehmen an die Börse brachte und während der Comic-Spekulationsblase der frühen 1990er den Titelausstoß vervielfachte. In jene Zeit fällt auch der Exodus einiger Star-Zeichner Marvels (Todd McFarlane, Erik Larsen, Jim Valentino und Marc Silvestri), die den Verlag Image Comics gründeten. 1994 kaufte Marvel Malibu Comics auf, hauptsächlich, um die innovative Computerkolorierungstechnik des Verlages nutzen zu können. Die Spekulationsblase platzte schließlich und Mitte der 1990er stand Marvel vor dem Bankrott. Ebenfalls während der 1990er Jahre brachte Marvel die Comicserie zu den MTV-Comicfiguren Beavis and Butthead heraus, die in Deutschland im Dino Verlag erschien.
Schließlich landeten die Geschicke der Firma in den Händen von Isaac Perlmutter, der sich zusammen mit Avi Arad, Bill Jemas und Joe Quesada an die Spitze des Unternehmens setzte. Anfang des neuen Jahrtausends begann Marvel unter hohem Erfolgsdruck neue Konzepte zu probieren und landete damit den einen oder anderen Erfolg, wodurch sich die seit Mitte der 1990er ständig im Sinken begriffenen Verkaufszahlen schließlich stabilisierten. Insbesondere die Ultimate Comics, die moderne Neuinterpretationen klassischer Marvel-Helden lieferten und das Marvel Knights Label, das die „Street-Level“-Helden Marvels ins Rampenlicht stellte, waren große Erfolge. Der Comics Code wurde 2001 von Marvel zugunsten eines eigenen Ratingsystems aufgegeben.
Es folgte eine Zeit der großen Events. Diese begann mit dem Civil War im Jahr 2005, durch den der Status quo des Marvel-Universums stark verändert wurde. Die Verkaufszahlen, die durch diese Geschichte erreicht wurden, waren die besten seit den 1990er Jahren und haben das Interesse in der US-amerikanischen Öffentlichkeit für Comics wieder deutlich gesteigert. Auf diesen folgten die Crossover World War Hulk (2007), Secret Invasion (2008), Siege (2009–2010), Chaos War (2010–2011), Fear Itself (2011), Avengers vs. X-Men (2012), Age of Ultron (2013), Infinity (2013), Original Sin (2014), AXIS (2014), Secret Wars (2015–2016), Civil War II (2016), Inhumans vs. X-Men (2016–2017) und Secret Empire (2017).
2009 kaufte Disney Marvel für 4 Milliarden $ (2,8 Milliarden €), wobei Perlmutter fast 1,5 Milliarden $ davon persönlich erhielt. Die Kaufsumme, eine Mischung aus Bargeld und Aktien, macht Perlmutter zum zweitgrößten Einzelaktionär von Disney hinter Steve Jobs. 2012 begann eine große Umformung des Unternehmens. Es wurden unter anderem digitale Versionen der Comics und eine Augmented-Reality-App entwickelt, als Ergänzung für Smartphone- und Tablet-Nutzer. Daneben wurde mit Marvel NOW! ein großer Neustart des Universums ins Leben gerufen. Es folgten weitere Neustarts: All-New, All-Different (2015), NOW! 2.0 (2016), Legacy (2017) und Fresh Start (2018). Diese Reboots gingen einher mit den bereits erwähnten Crossover-Events und einer Neunummerierung der Reihen.

## Satirische Selbstdarstellung
In den späten 1970ern und den frühen 1980ern erschien der Verlag zeitweise in seinen eigenen Comics (speziell in den Comics über die Marvel-Superhelden). In diesen Selbstdarstellungen zeigt sich der Verlag als eine Art Zeitungsverlag, der die Abenteuer der meisten Superhelden in Comicform vermarktet. Ein paar Male hat der Verlag aber auch unter Begegnungen von diversen Superhelden oder -schurken zu leiden, die die Büros verwüsten, weil sie ihre Darstellung nicht als besonders geschmackvoll empfanden. Diese Autokarikatur war jedoch nicht die Regel und verschwand nach und nach aus der Praxis.
Im Besonderen sind in diesem Zusammenhang folgende Comictitel zu benennen:
- Fantastic Four #176 (1976)
- Uncanny X-Men Annual (1st series) #7 (1983)
- The Thing #7 (1984)
- Sensational She-Hulk #51 (1993)

## Marvel-Comics in Deutschland
Im deutschsprachigen Raum wurden Marvel-Comics von folgenden Verlagen veröffentlicht:
- Bastei Verlag, 1989–1994 in diversen eigenen Reihen (Heft, Magazin, Album)
- Condor Verlag, 1980–1996 in diversen eigenen Reihen (Heft, Album, Taschenbuch, Magazin)
- Dino Verlag, 1994–2001 in einer eigenen Reihe und einer Sammelreihe (Heft, Tradepaperback)
- Ehapa Verlag, 1980–1985 in einer Sammelreihe und einer Albumreihe sowie 1991–1994 unter dem Label Feest USA Fortführung des gleichnamigen Verlagsprogramms in diversen eigenen Reihen (Album)
- Marvel UK, 1994–1995 in einer eigenen Reihe (Heft)
- Modern Graphics, 1996 als Trade Paperback
- Norbert Hethke Verlag, 1976–1986 in dem Magazin Die Sprechblase sowie in einer Albumreihe
- Panini Verlag (zu Beginn als Marvel Deutschland), seit 1996 in diversen eigenen Reihen (Heft, Album, Trade Paperback)
- Reiner Feest Verlag, 1991 in diversen Reihen (Album)
- Splitter Verlag, 1984–1991 in diversen eigenen Reihen (Album)
- Bildschriftenverlag, 1966–1973 in zwei Sammelreihen (Heft)
- Bildschriftenverlag, 1974–1979 in diversen eigenen Reihen (Heft, Taschenbuch, Magazin)

## Verfilmungen und Serien (Auswahl)
Im Laufe der Zeit wurden viele Superhelden und andere Comicvorlagen von Marvel und deren Imprints verfilmt oder als Serie herausgebracht:

### Realfilme
| Jahr | Original-Titel                              | Deutscher Titel                             |
| ---- | ------------------------------------------- | ------------------------------------------- |
| 1944 | Captain America                             | Captain America                             |
| 1977 | Spider-Man                                  | Spider-Man – Der Spinnenmensch              |
| 1977 | The Incredible Hulk                         | Der unglaubliche Hulk                       |
| 1978 | Dr. Strange                                 | Dr. Strange                                 |
| 1978 | Spider-Man Strikes Back                     | Spider-Man schlägt zurück                   |
| 1979 | Captain America                             | Captain America                             |
| 1979 | Captain America II: Death Too Soon          | Captain America II: Death Too Soon          |
| 1981 | Spider-Man: The Dragon's Challenge          | Spider-Man gegen den gelben Drachen         |
| 1982 | Conan the Barbarian                         | Conan der Barbar                            |
| 1984 | Conan the Destroyer                         | Conan der Zerstörer                         |
| 1985 | Red Sonja                                   | Red Sonja                                   |
| 1986 | Howard the Duck                             | Howard – Ein tierischer Held                |
| 1988 | The Incredible Hulk Returns                 | Die Rückkehr des unheimlichen Hulk          |
| 1989 | The Trial of the Incredible Hulk            | Der unheimliche Hulk vor Gericht            |
| 1989 | The Punisher                                | The Punisher                                |
| 1990 | The Death of the Incredible Hulk            | Der Tod des unheimlichen Hulk               |
| 1990 | Captain America                             | Captain America                             |
| 1994 | The Fantastic Four                          | The Fantastic Four                          |
| 1996 | Generation X                                | Generation X                                |
| 1997 | Men in Black                                | Men in Black                                |
| 1998 | Blade                                       | Blade                                       |
| 1998 | Nick Fury: Agent of S.H.I.E.L.D.            | Agent Nick Fury – Einsatz in Berlin         |
| 2000 | X-Men                                       | X-Men                                       |
| 2002 | Men in Black II                             | Men in Black II                             |
| 2002 | Blade II                                    | Blade II                                    |
| 2002 | Spider-Man                                  | Spider-Man                                  |
| 2003 | Daredevil                                   | Daredevil                                   |
| 2003 | X2                                          | X-Men 2                                     |
| 2003 | Hulk                                        | Hulk                                        |
| 2004 | The Punisher                                | The Punisher                                |
| 2004 | Spider-Man 2                                | Spider-Man 2                                |
| 2004 | Blade: Trinity                              | Blade: Trinity                              |
| 2005 | Elektra                                     | Elektra                                     |
| 2005 | Fantastic Four                              | Fantastic Four                              |
| 2005 | Man-Thing                                   | Marvel’s Man-Thing                          |
| 2006 | X-Men: The Last Stand                       | X-Men: Der letzte Widerstand                |
| 2007 | Blade: House of Chthon                      | Blade: House of Chthon                      |
| 2007 | Ghost Rider                                 | Ghost Rider                                 |
| 2007 | Spider-Man 3                                | Spider-Man 3                                |
| 2007 | Fantastic Four: Rise of the Silver Surfer   | Fantastic Four: Rise of the Silver Surfer   |
| 2008 | Iron Man                                    | Iron Man                                    |
| 2008 | The Incredible Hulk                         | Der unglaubliche Hulk                       |
| 2008 | Punisher: War Zone                          | Punisher: War Zone                          |
| 2009 | X-Men Origins: Wolverine                    | X-Men Origins: Wolverine                    |
| 2010 | Iron Man 2                                  | Iron Man 2                                  |
| 2010 | Kick-Ass                                    | Kick-Ass                                    |
| 2011 | Thor                                        | Thor                                        |
| 2011 | X-Men: First Class                          | X-Men: Erste Entscheidung                   |
| 2011 | Captain America: The First Avenger          | Captain America – The First Avenger         |
| 2012 | Men in Black 3                              | Men in Black 3                              |
| 2012 | Ghost Rider: Spirit of Vengeance            | Ghost Rider: Spirit of Vengeance            |
| 2012 | The Avengers                                | Marvel’s The Avengers                       |
| 2012 | The Amazing Spider-Man                      | The Amazing Spider-Man                      |
| 2013 | Iron Man 3                                  | Iron Man 3                                  |
| 2013 | Thor: The Dark World                        | Thor – The Dark Kingdom                     |
| 2013 | The Wolverine                               | Wolverine: Weg des Kriegers                 |
| 2013 | Kick-Ass 2                                  | Kick-Ass 2                                  |
| 2014 | Captain America: The Winter Soldier         | The Return of the First Avenger             |
| 2014 | The Amazing Spider-Man 2                    | The Amazing Spider-Man 2: Rise of Electro   |
| 2014 | X-Men: Days of Future Past                  | X-Men: Zukunft ist Vergangenheit            |
| 2014 | Guardians of the Galaxy                     | Guardians of the Galaxy                     |
| 2015 | Kingsman: The Secret Service                | Kingsman: The Secret Service                |
| 2015 | Avengers: Age of Ultron                     | Avengers: Age of Ultron                     |
| 2015 | Ant-Man                                     | Ant-Man                                     |
| 2015 | Fantastic Four                              | Fantastic Four                              |
| 2016 | Deadpool                                    | Deadpool                                    |
| 2016 | Captain America: Civil War                  | The First Avenger: Civil War                |
| 2016 | X-Men: Apocalypse                           | X-Men: Apocalypse                           |
| 2016 | Doctor Strange                              | Doctor Strange                              |
| 2017 | Kingsman: The Golden Circle                 | Kingsman: The Golden Circle                 |
| 2017 | Logan                                       | Logan – The Wolverine                       |
| 2017 | Guardians of the Galaxy Vol. 2              | Guardians of the Galaxy Vol. 2              |
| 2017 | Spider-Man: Homecoming                      | Spider-Man: Homecoming                      |
| 2017 | Thor: Ragnarok                              | Thor: Tag der Entscheidung                  |
| 2018 | Black Panther                               | Black Panther                               |
| 2018 | Avengers: Infinity War                      | Avengers: Infinity War                      |
| 2018 | Deadpool 2                                  | Deadpool 2                                  |
| 2018 | Ant-Man and the Wasp                        | Ant-Man and the Wasp                        |
| 2018 | Venom                                       | Venom                                       |
| 2019 | Men in Black: International                 | Men in Black: International                 |
| 2019 | Captain Marvel                              | Captain Marvel                              |
| 2019 | Avengers: Endgame                           | Avengers: Endgame                           |
| 2019 | X-Men: Dark Phoenix                         | X-Men: Dark Phoenix                         |
| 2019 | Spider-Man: Far From Home                   | Spider-Man: Far From Home                   |
| 2020 | The New Mutants                             | The New Mutants                             |
| 2021 | Black Widow                                 | Black Widow                                 |
| 2021 | Shang-Chi and the Legend of the Ten Rings   | Shang-Chi and the Legend of the Ten Rings   |
| 2021 | Venom: Let There Be Carnage                 | Venom: Let There Be Carnage                 |
| 2021 | Eternals                                    | Eternals                                    |
| 2021 | Spider-Man: No Way Home                     | Spider-Man: No Way Home                     |
| 2022 | The King’s Man: The Beginning               | The King’s Man: The Beginning               |
| 2022 | Morbius                                     | Morbius                                     |
| 2022 | Doctor Strange in the Multiverse of Madness | Doctor Strange in the Multiverse of Madness |
| 2022 | Thor: Love and Thunder                      | Thor: Love and Thunder                      |
| 2022 | Werewolf by Night                           | Werewolf by Night                           |
| 2022 | Black Panther: Wakanda Forever              | Black Panther: Wakanda Forever              |
| 2022 | The Guardians of the Galaxy Holiday Special | The Guardians of the Galaxy Holiday Special |
| 2023 | Ant-Man and the Wasp: Quantumania           | Ant-Man and the Wasp: Quantumania           |
| 2023 | Guardians of the Galaxy Vol. 3              | Guardians of the Galaxy Vol. 3              |
| 2023 | The Marvels                                 | The Marvels                                 |
| 2024 | Deadpool & Wolverine                        | Deadpool & Wolverine                        |

### Realserien
| Jahr | Original-Titel                             | Deutscher Titel                            |
| ---- | ------------------------------------------ | ------------------------------------------ |
| 1974 | Spidey Super Stories                       | Spidey Super Stories                       |
| 1977 | The Amazing Spider-Man                     | The Amazing Spider-Man                     |
| 1978 | The Incredible Hulk                        | Der unglaubliche Hulk                      |
| 1978 | Spider-Man (Japanese TV series)            | Spider-Man (Japanese TV series)            |
| 1997 | Night Man                                  | Night Man                                  |
| 2001 | Mutant X                                   | Mutant X                                   |
| 2006 | Blade: The Series                          | Blade – Die Jagd geht weiter               |
| 2013 | Marvel’s Agents of S.H.I.E.L.D.            | Marvel’s Agents of S.H.I.E.L.D.            |
| 2015 | Powers                                     | Powers                                     |
| 2015 | Marvel’s Agent Carter                      | Marvel’s Agent Carter                      |
| 2015 | Marvel’s Daredevil                         | Marvel’s Daredevil                         |
| 2015 | Marvel’s Jessica Jones                     | Marvel’s Jessica Jones                     |
| 2015 | Marvel’s WHIH Newsfront                    | Marvel's WHIH Newsfront                    |
| 2016 | Marvel’s Agents of S.H.I.E.L.D.: Slingshot | Marvel’s Agents of S.H.I.E.L.D.: Slingshot |
| 2016 | Marvel’s Luke Cage                         | Marvel’s Luke Cage                         |
| 2017 | Legion                                     | Legion                                     |
| 2017 | Marvel’s Iron Fist                         | Marvel’s Iron Fist                         |
| 2017 | Marvel’s Inhumans                          | Marvel’s Inhumans                          |
| 2017 | Marvel’s The Defenders                     | Marvel’s The Defenders                     |
| 2017 | Marvel’s The Punisher                      | Marvel’s The Punisher                      |
| 2017 | Marvel’s Runaways                          | Marvel’s Runaways                          |
| 2017 | The Gifted                                 | The Gifted                                 |
| 2018 | Marvel’s Cloak & Dagger                    | Marvel’s Cloak & Dagger                    |
| 2019 | The Daily Bugle                            | The Daily Bugle                            |
| 2020 | Helstrom                                   | Helstrom                                   |
| 2021 | WandaVision                                | WandaVision                                |
| 2021 | The Falcon and the Winter Soldier          | The Falcon and the Winter Soldier          |
| 2021 | Loki                                       | Loki                                       |
| 2021 | Hawkeye                                    | Hawkeye                                    |
| 2022 | Moon Knight                                | Moon Knight                                |
| 2022 | Ms. Marvel                                 | Ms. Marvel                                 |
| 2022 | She-Hulk: Attorney at Law                  | She-Hulk: Die Anwältin                     |
| 2023 | Secret Invasion                            | Secret Invasion                            |
| 2024 | Echo                                       | Echo                                       |

### Real Kurzfilme
| Jahr | Original-Titel                                     | Deutscher Titel                                    |
| ---- | -------------------------------------------------- | -------------------------------------------------- |
| 1993 | Hardcase                                           | Hardcase                                           |
| 1993 | Firearm                                            | Firearm                                            |
| 2011 | The Consultant                                     | Der Berater                                        |
| 2011 | A Funny Thing Happened on the Way to Thor's Hammer | Etwas Lustiges geschah auf dem Weg zu Thors Hammer |
| 2012 | Item 47                                            | Objekt 47                                          |
| 2013 | Agent Carter                                       | Agent Carter                                       |
| 2014 | All Hail the King                                  | Der Mandarin                                       |
| 2016 | Team Thor: Part 1                                  | Team Thor: Teil 1                                  |
| 2017 | Team Thor: Part 2                                  | Team Thor: Teil 2                                  |
| 2017 | No Good Deed                                       | No Good Deed                                       |
| 2018 | Team Darryl                                        | Team Darryl                                        |
| 2019 | Peter’s To-Do List                                 | Peters To-Do-Liste                                 |

### Zeichentrickfilme
| Jahr | Original-Titel                                                        | Deutscher Titel                                                       |
| ---- | --------------------------------------------------------------------- | --------------------------------------------------------------------- |
| 1980 | Dracula: Sovereign of the Damned                                      | Dracula: Sovereign of the Damned                                      |
| 1981 | Kyoufu Densetsu Kaiki! Frankenstein                                   | Kyoufu Densetsu Kaiki! Frankenstein                                   |
| 2005 | Spider-Man: The Venom Saga                                            | Spider-Man: The Venom Saga                                            |
| 2006 | Ultimate Avengers                                                     | Ultimate Avengers – The Movie                                         |
| 2006 | Ultimate Avengers 2                                                   | Ultimate Avengers 2                                                   |
| 2007 | The Invincible Iron Man                                               | The Invincible Iron Man                                               |
| 2007 | Doctor Strange: The Sorcerer Supreme                                  | Doctor Strange: The Sorcerer Supreme                                  |
| 2008 | Next Avengers: Heroes of Tomorrow                                     | Next Avengers: Heroes of Tomorrow                                     |
| 2009 | Hulk vs. Wolverine                                                    | Hulk vs. Wolverine                                                    |
| 2009 | Hulk vs. Thor                                                         | Hulk vs. Thor                                                         |
| 2010 | Planet Hulk                                                           | Planet Hulk                                                           |
| 2011 | Thor: Tales of Asgard                                                 | Thor: Tales of Asgard                                                 |
| 2013 | Iron Man: Rise of Technovore                                          | Iron Man: Rise of Technovore                                          |
| 2013 | LEGO Marvel Super Heroes: Maximum Overload                            | LEGO Marvel Super Heroes: Maximale Superkräfte                        |
| 2013 | Iron Man & Hulk: Heroes United                                        | Iron Man & Hulk: Heroes United                                        |
| 2014 | Avengers Confidential: Black Widow & Punisher                         | Avengers Confidential: Black Widow & Punisher                         |
| 2014 | Iron Man & Captain America: Heroes United                             | Iron Man & Captain America: Heroes United                             |
| 2014 | Big Hero 6                                                            | Baymax – Riesiges Robowabohu                                          |
| 2015 | LEGO Marvel Super Heroes: Avengers Reassembled                        | LEGO Marvel Super Heroes: Avengers neu montiert!                      |
| 2015 | Marvel Super Hero Adventures: Frost Fight!                            | Marvel Super Hero Adventures: Frost Fight!                            |
| 2016 | Hulk: Where Monsters Dwell                                            | Hulk: Where Monsters Dwell                                            |
| 2017 | LEGO Marvel Super Heroes: Guardians of the Galaxy – The Thanos Threat | LEGO Marvel Super Heroes: Guardians of the Galaxy – The Thanos Threat |
| 2018 | LEGO Marvel Super Heroes: Black Panther – Trouble in Wakanda          | LEGO Marvel Super Heroes: Black Panther – Ärger in Wakanda            |
| 2018 | Marvel Rising: Secret Warriors                                        | Marvel Rising: Secret Warriors                                        |
| 2018 | Spider-Man: Into the Spider-Verse                                     | Spider-Man: A New Universe                                            |
| 2019 | Marvel Rising: Chasing Ghosts                                         | Marvel Rising: Chasing Ghosts                                         |
| 2019 | Marvel Rising: Heart of Iron                                          | Marvel Rising: Heart of Iron                                          |
| 2019 | LEGO Marvel Spider-Man: Vexed by Venom                                | LEGO Marvel Spider-Man: Vexed by Venom                                |
| 2019 | Marvel Rising: Battle of the Bands                                    | Marvel Rising: Battle of the Bands                                    |
| 2019 | Marvel Rising: Operation Shuri                                        | Marvel Rising: Operation Shuri                                        |
| 2019 | Marvel Rising: Playing with Fire                                      | Marvel Rising: Playing with Fire                                      |
| 2020 | LEGO Marvel Avengers: Climate Conundrum                               | LEGO Marvel Avengers: Die Klima-Krise                                 |
| 2021 | LEGO Marvel Avengers: Loki in Training                                | LEGO Marvel Avengers: Der gute Loki                                   |
| 2022 | LEGO Marvel Avengers: Time Twisted                                    | LEGO Marvel Avengers: Verdrehte Zeit                                  |

### Zeichentrickserien
| Jahr | Original-Titel                                          | Deutscher Titel                                         |
| ---- | ------------------------------------------------------- | ------------------------------------------------------- |
| 1966 | The Marvel Super Heroes                                 | The Marvel Super Heroes                                 |
| 1967 | The Fantastic Four                                      | Die Fantastischen Vier                                  |
| 1967 | Spider-Man                                              | Spider-Man                                              |
| 1978 | The New Fantastic Four                                  | Die Fantastischen Vier                                  |
| 1979 | Fred and Barney Meet the Thing                          | Fred and Barney Meet the Thing                          |
| 1979 | Spider-Woman                                            | Spider-Woman                                            |
| 1981 | Spider-Man                                              | Spider-Man                                              |
| 1981 | Spider-Man and His Amazing Friends                      | Spider-Man und seine außergewöhnlichen Freunde          |
| 1982 | The Incredible Hulk                                     | Der Unglaubliche Hulk                                   |
| 1986 | Defenders of the Earth                                  | Defenders of the Earth – Die Retter der Erde            |
| 1986 | Dungeons & Dragons                                      | Im Land der fantastischen Drachen                       |
| 1988 | RoboCop                                                 | RoboCop                                                 |
| 1988 | Dino-Riders                                             | Dino-Riders                                             |
| 1989 | X-Men: Pryde of the X-Men                               | X-Men: Pryde of the X-Men                               |
| 1992 | X-Men                                                   | X-Men                                                   |
| 1994 | Biker Mice from Mars                                    | Biker Mice from Mars                                    |
| 1994 | Fantastic Four                                          | Die Fantastischen Vier mit neuen Abenteuern             |
| 1994 | Iron Man                                                | Der unbesiegbare Iron Man                               |
| 1994 | Spider-Man                                              | New Spider-Man                                          |
| 1994 | Ultraforce                                              | Ultraforce                                              |
| 1996 | The Incredible Hulk                                     | The Incredible Hulk                                     |
| 1997 | Men in Black: The Series                                | Men in Black: Die Serie                                 |
| 1998 | Silver Surfer                                           | Silver Surfer                                           |
| 1999 | Spider-Man Unlimited                                    | Spider-Man Unlimited                                    |
| 1999 | The Avengers: United They Stand                         | The Avengers – United They Stand                        |
| 2000 | X-Men Evolution                                         | X-Men: Es geht weiter                                   |
| 2003 | Spider-Man: The New Animated Series                     | Spider-Man: The New Animated Series                     |
| 2006 | Fantastic Four: World's Greatest Heroes                 | Fantastic Four – Die größten Helden aller Zeiten        |
| 2008 | The Spectacular Spider-Man                              | The Spectacular Spider-Man                              |
| 2009 | Wolverine and the X-Men                                 | Wolverine and the X-Men                                 |
| 2009 | Hulk Vs.                                                | Hulk vs. Thor & Wolverine                               |
| 2009 | Iron Man: Armored Adventures                            | Iron Man – Die Zukunft beginnt                          |
| 2009 | Marvel Knights: Spider-Woman: Agent Of S.W.O.R.D.       | Marvel Knights: Spider-Woman: Agent Of S.W.O.R.D.       |
| 2009 | Marvel Knights: Astonishing X-Men: Gifted               | Marvel Knights: Astonishing X-Men: Gifted               |
| 2009 | The Super Hero Squad Show                               | The Super Hero Squad Show                               |
| 2009 | Marvel Super Heroes: What The--?!                       | Marvel Super Heroes: What The--?!                       |
| 2010 | Marvel Knights: Black Panther                           | Marvel Knights: Black Panther                           |
| 2010 | Marvel Knights: Iron Man: Extremis                      | Marvel Knights: Iron Man: Extremis                      |
| 2010 | The Avengers: Earth's Mightiest Heroes                  | Die Avengers – Die mächtigsten Helden der Welt          |
| 2010 | Marvel Anime: Iron Man                                  | Marvel Anime: Iron Men                                  |
| 2011 | Marvel Anime: Wolverine                                 | Marvel Anime: Wolverine                                 |
| 2011 | Marvel Knights: Thor & Loki: Blood Brothers             | Marvel Knights: Thor & Loki: Blood Brothers             |
| 2011 | Marvel Anime: X-Men                                     | Marvel Anime: X-Men                                     |
| 2011 | Marvel Anime: Blade                                     | Marvel Anime: Blade                                     |
| 2012 | Ultimate Spider-Man                                     | Der ultimative Spider-Man                               |
| 2012 | Marvel Knights: Astonishing X-Men: Dangerous            | Marvel Knights: Astonishing X-Men: Dangerous            |
| 2012 | Marvel Knights: Astonishing X-Men: Torn                 | Marvel Knights: Astonishing X-Men: Torn                 |
| 2012 | Marvel Knights: Astonishing X-Men: Unstoppable          | Marvel Knights: Astonishing X-Men: Unstoppable          |
| 2013 | Marvel Knights: Inhumans                                | Marvel Knights: Inhumans                                |
| 2013 | Avengers Assemble                                       | Avengers – Gemeinsam unbesiegbar!                       |
| 2013 | Marvel Knights: Wolverine Origin                        | Marvel Knights: Wolverine Origin                        |
| 2013 | Hulk and the Agents of S.M.A.S.H.                       | Hulk und das Team S.M.A.S.H.                            |
| 2013 | Marvel Knights: Ultimate Wolverine vs. Hulk             | Marvel Knights: Ultimate Wolverine vs. Hulk             |
| 2014 | Marvel Knights: Wolverine versus Sabretooth             | Marvel Knights: Wolverine versus Sabretooth             |
| 2014 | Marvel Disk Wars: The Avengers                          | Marvel Disk Wars: The Avengers                          |
| 2014 | Marvel Knights: Wolverine Weapon X: Tomorrow Dies Today | Marvel Knights: Wolverine Weapon X: Tomorrow Dies Today |
| 2014 | Marvel Knights: Eternals                                | Marvel Knights: Wolverine versus Eternals               |
| 2015 | Marvel Knights: Wolverine versus Sabretooth Reborn      | Marvel Knights: Wolverine versus Sabretooth Reborn      |
| 2015 | Guardians of the Galaxy                                 | Guardians of the Galaxy                                 |
| 2015 | Marvel's Rocket & Groot                                 | Marvel's Rocket & Groot                                 |
| 2017 | Marvel's Ant-Man                                        | Marvel's Ant-Man                                        |
| 2017 | Marvel's Spider-Man                                     | Marvel's Spider-Man                                     |
| 2017 | Marvel Super Hero Adventures                            | Marvel Superhelden Abenteuer                            |
| 2017 | Big Hero 6: The Series                                  | Baymax – Robowabohu in Serie                            |
| 2018 | Marvel Future Avengers                                  | Marvel Future Avengers                                  |
| 2018 | Marvel Rising: Initiation                               | Marvel Rising: Neue Helden                              |
| 2018 | Spider-Geddon                                           | Spider-Geddon                                           |
| 2019 | Marvel Rising: Ultimate Comics                          | Marvel Rising: Ultimate Comics                          |
| 2019 | War of the Realms: Marvel Ultimate Comics               | War of the Realms: Marvel Ultimate Comics               |
| 2019 | Absolute Carnage: Breakout: Marvel Ultimate Comics      | Absolute Carnage: Breakout: Marvel Ultimate Comics      |
| 2021 | Marvel’s M.O.D.O.K.                                     | Marvel’s M.O.D.O.K.                                     |
| 2021 | Marvel’s Spidey and His Amazing Friends                 | Spidey und seine Super-Freunde                          |
| 2021 | What If…?                                               | What If…?                                               |
| 2021 | Marvel’s Hit-Monkey                                     | Marvel’s Hit-Monkey                                     |
| 2022 | I Am Groot                                              | Ich bin Groot                                           |

### Zeichentrick Kurzfilme
| Jahr | Original-Titel                        | Deutscher Titel                       |
| ---- | ------------------------------------- | ------------------------------------- |
| 1986 | Solarman                              | Solarman                              |
| 2017 | #TBT to That Time Archer Met Kingsman | #TBT to That Time Archer Met Kingsman |
| 2017 | Spider-Ham: Caught in a Ham           | Spider-Ham: Caught in a Ham           |

## Videospiele (Auswahl)
Eine große Bandbreite an Marvel-Charakteren tritt auch in Videospielen verschiedener Publisher und Genres auf.
| Titel                                                             | Jahr | Charakter(e)            | Plattform | Publisher                                                                           |
| ----------------------------------------------------------------- | ---- | ----------------------- | --- | ----------------------------------------------------------------------------------- |
| Spider-Man                                                        | 1982 | Spider-Man              | Atari 2600 | Parker Brothers                                                                     |
| Howard the Duck                                                   | 1986 | Howard the Duck         | Commodore 64, MSX, CPC, ZX Spectrum                                                                               | Activision                                                                          |
| The Amazing Spider-Man and Captain America in Dr. Doom’s Revenge! | 1989 | Verschiedene            | Amiga, Amstrad CPC, Atari ST, Commodore 64, DOS, ZX Spectrum                                                      | Empire Software and Medalist International (UK), Paragon Software Corporation (USA) |
| Silver Surfer                                                     | 1990 | Silver Surfer           | NES | Arcadia Systems                                                                     |
| The Punisher: Ultimate Payback                                    | 1991 | The Punisher            | Game Boy | LJN                                                                                 |
| Wolverine                                                         | 1991 | Wolverine               | NES | LJN                                                                                 |
| Spider-Man: The Video Game                                        | 1991 | Spider-Man              | Arcade | Sega                                                                                |
| X-Men                                                             | 1992 | X-Men                   | Arcade, PlayStation Network, Xbox Live Arcade, iOS, Android                                                       | Konami                                                                              |
| Wolverine: Adamantium Rage                                        | 1994 | Wolverine               | Sega Mega Drive/Genesis, SNES                                                                                     | Acclaim Entertainment                                                               |
| X-Men: Children of the Atom                                       | 1994 | X-Men                   | Arcade, Sega Saturn, PC, PlayStation                                                                              | Capcom                                                                              |
| Marvel Super Heroes                                               | 1995 | Verschiedene            | Arcade, Sega Saturn, PlayStation                                                                                  | Capcom                                                                              |
| Iron Man and X-O Manowar in Heavy Metal                           | 1996 | Iron Man                | PlayStation, Sega Saturn                                                                                          | Acclaim Entertainment                                                               |
| The Incredible Hulk: The Patheon Saga                             | 1996 | Hulk                    | PlayStation, Sega Saturn                                                                                          | Eidos Interactive                                                                   |
| Fantastic Four                                                    | 1997 | Fantastic Four          | PlayStation | Acclaim Entertainment                                                               |
| Men in Black: The Game                                            | 1997 | Men in Black            | PlayStation, Windows                                                                                              | Gigawatt Studios                                                                    |
| Marvel vs. Capcom: Clash of Super Heroes                          | 1999 | Verschiedene            | Arcade, PlayStation, Dreamcast                                                                                    | Capcom                                                                              |
| X-Men: Mutant Academy                                             | 2000 | X-Men                   | PlayStation | Activision                                                                          |
| Spider-Man                                                        | 2000 | Spider-Man              | PlayStation | Activision                                                                          |
| Blade                                                             | 2000 | Blade                   | Game Boy Color, PlayStation                                                                                       | Activision                                                                          |
| Marvel vs. Capcom 2: New Age of Heroes                            | 2000 | Verschiedene            | Arcade, Dreamcast, PlayStation 2, Xbox                                                                            | Capcom                                                                              |
| Spider-Man 2: Enter Electro                                       | 2001 | Spider-Man              | PlayStation | Activision                                                                          |
| X-Men: Mutant Academy 2                                           | 2001 | X-Men                   | PlayStation | Activision                                                                          |
| Men in Black: Crashdown                                           | 2001 | Men in Black            | PlayStation | Infogames                                                                           |
| Men in Black II: Alien Escape                                     | 2002 | Men in Black            | PlayStation 2, Xbox, GameCube                                                                                     | Infogames                                                                           |
| Spider-Man                                                        | 2002 | Spider-Man              | PlayStation 2, Xbox, GameCube                                                                                     | Activision                                                                          |
| X-Men: Next Dimension                                             | 2002 | X-Men                   | PlayStation 2, Xbox, GameCube                                                                                     | Activision                                                                          |
| Blade II                                                          | 2002 | Blade                   | PlayStation 2, Xbox, GameCube                                                                                     | Activision                                                                          |
| Hulk                                                              | 2003 | Hulk                    | PlayStation 2, Xbox, GameCube                                                                                     | Activision                                                                          |
| X-Men 2: Wolverine's Revenge                                      | 2003 | X-Men                   | PlayStation 2, Xbox, GameCube                                                                                     | Activision                                                                          |
| Spider-Man 2                                                      | 2004 | Spider-Man              | Nintendo GameCube, Xbox, PC, Mac OS X, PlayStation 2, PlayStation Portable, Game Boy Advance, Nintendo DS, N-Gage | Activision, MacPlay, Taito                                                          |
| X-Men Legends                                                     | 2004 | X-Men                   | PlayStation 2, GameCube, Xbox, N-Gage                                                                             | Activision                                                                          |
| X-Men Legends II: Rise of Apocalypse                              | 2005 | X-Men                   | PlayStation 2, Playstation Portable Nintendo GameCube, Xbox,                                                      | Activision                                                                          |
| Fantastic Four                                                    | 2005 | Fantastic Four          | PlayStation 2, Xbox, Nintendo GameCube, Microsoft Windows, Game Boy Advance                                       | Activision                                                                          |
| Ultimate Spider-Man                                               | 2005 | Spider-Man              | PlayStation 2, Nintendo Gamecube, Game Boy Advance, Nintendo DS, Xbox, Windows                                    | Activision                                                                          |
| The Punisher                                                      | 2005 | The Punisher            | PlayStation 2, Xbox Windows,                                                                                      | THQ                                                                                 |
| The Incredible Hulk: Ultimate Destruction                         | 2005 | Hulk                    | PlayStation 2, Xbox, GameCube                                                                                     | Sierra Entertainment                                                                |
| Marvel Nemesis: Rise of the Imperfects                            | 2005 | Verschiedene            | PlayStation 2, Playstation Portable, Nintendo Gamecube, Nintendo DS, Xbox                                         | Electronic Arts                                                                     |
| X-Men: The Official Game                                          | 2006 | X-Men                   | PlayStation 2, Xbox, Xbox 360, Wii, Game Boy Advance, Nintendo DS, Windows                                        | Activision                                                                          |
| Marvel: Ultimate Alliance                                         | 2006 | Verschiedene            | PlayStation 2, PlayStation 3, Xbox 360, Wii, Game Boy Advance, Playstation Portable, Windows                      | Activision                                                                          |
| Spider-Man 3                                                      | 2007 | Spider-Man              | PlayStation 2, PlayStation 3, PlayStation Portable, Wii, Game Boy Advance Nintendo DS, Xbox 360, Windows          | Activision                                                                          |
| Fantastic Four: Rise of Silver Surfer                             | 2007 | Fantastic Four          | PlayStation 2, PlayStation 3, Wii, Nintendo DS, Xbox 360                                                          | 2K Games                                                                            |
| Ghost Rider                                                       | 2007 | Iron Man                | PlayStation 2,Playstation Portable, Game Boy Advance                                                              | 2K Games                                                                            |
| Spider-Man: Freund oder Feind                                     | 2007 | Spider-Man              | PlayStation 2, PlayStation 3, PlayStation Portable, Wii, Nintendo DS, Xbox 360, Mobile, Windows                   | Activision                                                                          |
| Iron Man                                                          | 2008 | Iron Man                | PlayStation 2, PlayStation 3, PlayStation Portable, Wii, Nintendo DS, Xbox 360, Mobile, Windows                   | Sega                                                                                |
| The Incredible Hulk                                               | 2008 | Hulk                    | PlayStation 2, PlayStation 3, Wii, Nintendo DS, Xbox 360, Windows                                                 | Sega                                                                                |
| Spider-Man: Web of Shadow                                         | 2008 | Spider-Man              | Xbox 360, Playstation 2, PlayStation 3, Playstation Portable, Nintendo Wii, Nintendo DS, Windows                  | Activision                                                                          |
| X-men Origins: Wolverine                                          | 2009 | X-Men                   | Xbox 360, Playstation 2, PlayStation 3, Playstation Portable, Nintendo Wii, Nintendo DS, Windows                  | Activision                                                                          |
| Marvel Super Hero Squad                                           | 2009 | Verschiedene            | Nintendo DS, Wii, PlayStation 2, PlayStation Portable                                                             | THQ                                                                                 |
| Marvel: Ultimate Alliance 2                                       | 2009 | Verschiedene            | PlayStation 2, PlayStation 3, PlayStation Portable, Wii, Nintendo DS, Xbox 360, Windows                           | Activision                                                                          |
| Marvel Pinball                                                    | 2010 | Verschiedene            | Nintendo 3DS, PlayStation 3, PlayStation Vita, Xbox 360                                                           | Zen Studios                                                                         |
| Iron Man 2                                                        | 2010 | Iron Man                | Xbox 360, PlayStation 3, Playstation Portable, Nintendo Wii, Nintendo DS                                          | Sega                                                                                |
| Spider-Man: Shattered Dimensions                                  | 2010 | Spider-Man              | Xbox 360, PlayStation 3, Nintendo Wii, Nintendo DS, Windows                                                       | Activision                                                                          |
| Super Hero Squad: Infinity Gaunlet                                | 2010 | Verschiedene            | Xbox 360, PlayStation 3, Nintendo Wii, Nintendo 3DS, Nintendo DS                                                  | THQ                                                                                 |
| Marvel vs. Capcom 3: Fate of Two Worlds                           | 2011 | Verschiedene            | PlayStation 3, Xbox 360                                                                                           | Capcom                                                                              |
| Thor: God of Thunder                                              | 2011 | Thor                    | PlayStation 3, Xbox 360, Nintendo DS, Wii, Nintendo 3DS                                                           | Sega                                                                                |
| Spider-Man: Edge of Time                                          | 2011 | Spider-Man              | Xbox 360, PlayStation 3, Nintendo Wii, Nintendo 3DS, Nintendo DS                                                  | Activision                                                                          |
| X-Men: Destiny                                                    | 2011 | X-Men                   | Xbox 360, PlayStation 3, Nintendo Wii, Nintendo DS                                                                | Activision                                                                          |
| Captain America: Super Soldier                                    | 2011 | Captain America         | Xbox 360, PlayStation 3, Nintendo Wii, Nintendo 3DS, Nintendo DS                                                  | Sega                                                                                |
| Marvel Super Hero Squad: Comic Combat                             | 2011 | Verschiedene            | Xbox 360, PlayStation 3, Nintendo Wii                                                                             | THQ                                                                                 |
| MIB: Alien Crisis                                                 | 2012 | Men in Black            | Xbox 360, PlayStation 3, Nintendo Wii                                                                             | Activision                                                                          |
| The Amazing Spider-Man                                            | 2012 | Spider-Man              | Xbox 360, PlayStation 3, Nintendo Wii, Nintendo 3DS, Nintendo DS, Windows                                         | Activision                                                                          |
| Marvel Avengers: Kampf um die Erde                                | 2012 | Verschiedene            | Xbox 360, Nintendo Wii U                                                                                          | Ubisoft Quebec                                                                      |
| Marvel Heroes                                                     | 2013 | Verschiedene            | Windows, OS X | Gazillion Entertainment                                                             |
| Deadpool                                                          | 2013 | Deadpool                | PlayStation 3, Xbox 360, Playstation 4, Xbox One Windows                                                          | Activision                                                                          |
| Lego Marvel Super Heroes                                          | 2013 | Verschiedene            | Xbox 360, PlayStation 3, Wii U, Nintendo DS, Nintendo 3DS, PlayStation Vita, Windows, PlayStation 4, Xbox One     | Warner Bros. Interactive Entertainment                                              |
| The Amazing Spider-Man 2                                          | 2014 | Spider-Man              | Xbox 360, PlayStation 3, Wii U, Nintendo 3DS, Windows, PlayStation 4                                              | Activision                                                                          |
| Marvel’s Guardians of the Galaxy The Telltale Series              | 2017 | Guardians of the Galaxy | Xbox One, Playstation 4, Windows, Nintendo Switch                                                                 | Telltale Games                                                                      |
| Marvel's Spider-Man                                               | 2018 | Spider-Man              | Playstation 4, Playstation 5                                                                                      | Sony Interactive Entertainment                                                      |
| Marvel Strike Force                                               | 2018 | Verschiedene            | Android & iOS | FoxNext                                                                             |
| Marvel's Avengers                                                 | 2020 | Verschiedene            | Playstation 4, Xbox One, Google Stadia, Windows                                                                   | Square Enix                                                                         |
| Marvel's Spider-Man: Miles Morales                                | 2020 | Spider-Man              | Playstation 4, Playstation 5                                                                                      | Sony Interactive Entertainment                                                      |
| Marvel’s Spider-Man 2                                             | 2023 | Spider-Man              | Playstation 5 | Sony Interactive Entertainment                                                      |

Im Januar 2014 sind einige Lizenzabkommen zwischen Marvel und verschiedenen Publishern, darunter Activision und Capcom, abgelaufen. Dies hatte zur Folge, dass alle Titel dieser Publisher mit einem Bezug auf Marvel nicht mehr als Downloadversionen in sämtlichen Onlinemärkten zur Verfügung stehen. Die Retail-Versionen sind nicht betroffen.

## Wissenswertes
- 2020 benannten australische Wissenschaftler fünf Fliegenarten nach Marvel-Helden und Schurken, darunter Thor, Loki und Deadpool.[11]